# Damanhur
Damanhur é uma cidade egípcia, capital da província de Al-Buhaira, situada na região ocidental do Delta do Nilo, a cerca de 160 quilómetros a noroeste do Cairo. A sua população é de 260 mil habitantes (dados de 2005).
No Antigo Egito a cidade era conhecida como Timinor, "a cidade de Hórus". Na época ptolemaica a cidade era denominada Hermópolis Parva, para a distinguir de Hermópolis Magna, sendo a capital do 7º nomo do Baixo Egito (o nomo do "Arpão Ocidental"). Segundo o mito, o deus Tot seria oriundo deste local.
Durante a Idade Média, a cidade tornou-se próspera devido a estar situada entre a rota caravaneira que passava entre o Cairo e Alexandria. Em 1302 foi destruída por um sismo, mas foi restaurada pelo sultão mameluco Barcuque no final do século XIV.
Em torno da cidade existem campos agrícolas, que produzem algodão, tâmaras, cereais e vegetais. Na cidade existem indústrias processadoras destes produtos e indústrias têxteis. 
Anualmente em Novembro decorre na cidade o moulid (festa islâmica que celebra o nascimento de figuras religiosas) do xeque Abu Rish. Em Janeiro decorre também uma festa judaica que celebra o nascimento do místico Abu Khatzeira, frequentada por judeus de Israel ou da Europa, que ali acorrem em busca de garrafas de água consideradas como possuidoras de propriedades terapêuticas.

## Personalidades
- Ahmed Zewail (1946-2016), Prémio Nobel da Química de 1999